# Vespa basalis
Espèce
Vespa basalis est une espèce de frelons de la famille des Vespidae.

## Répartition
Cette espèce est présente en Asie : du Pakistan à la Chine, et dans le sud jusque sur l'île de Sumatra.

## Comportement
Ce frelon s'attaque aux abeilles, uniquement lorsqu'elles retournent à leur ruche. Les ouvrières de l'espèce Apis cerana se défendent de Vespa basalis en se regroupant tout autour en formant une boule thermique de défense. La température crée au sein de cette boule entraine la mort du frelon.